# جيمس دانيال
جيمس دانيال (بالإنجليزية: James Daniel)‏ هو لاعب كرة قدم أمريكية ومدرب رياضي أمريكي، ولد في 17 يناير 1953 في ويتومبكا في الولايات المتحدة.